# Zinnia
Zinnia L., 1759 è un genere di piante appartenente alla famiglia Asteracee, originario del continente americano, in particolare del Messico.

## Descrizione
Il genere Zinnia comprende specie erbacee annuali o perenni, alte da 50 a 100 cm, con numerosi ibridi orticoli dalle forme nane o giganti.

## Tassonomia
Il genere comprende le seguenti specie:
- Zinnia acerosa (DC.) A.Gray
- Zinnia americana (Mill.) Olorode & A.M.Torres
- Zinnia angustifolia Kunth
- Zinnia anomala A.Gray
- Zinnia bicolor (DC.) Hemsl.
- Zinnia citrea A.M.Torres
- Zinnia elegans L.
- Zinnia flavicoma (DC.) Olorode & Torres
- Zinnia grandiflora Nutt.
- Zinnia haageana Regel
- Zinnia juniperifolia (DC.) A.Gray
- Zinnia leucoglossa S.F.Blake
- Zinnia maritima Kunth
- Zinnia microglossa (DC.) McVaugh
- Zinnia oligantha I.M.Johnst.
- Zinnia peruviana (L.) L.
- Zinnia purpusii Brandegee
- Zinnia tenuis (S.Watson) Strother
- Zinnia venusta (A.M.Torres) Olorode & A.M.Torres
- Zinnia zamudiana Calderón & Rzed.
- Zinnia zinnioides (Kunth) Olorode & A.M.Torres

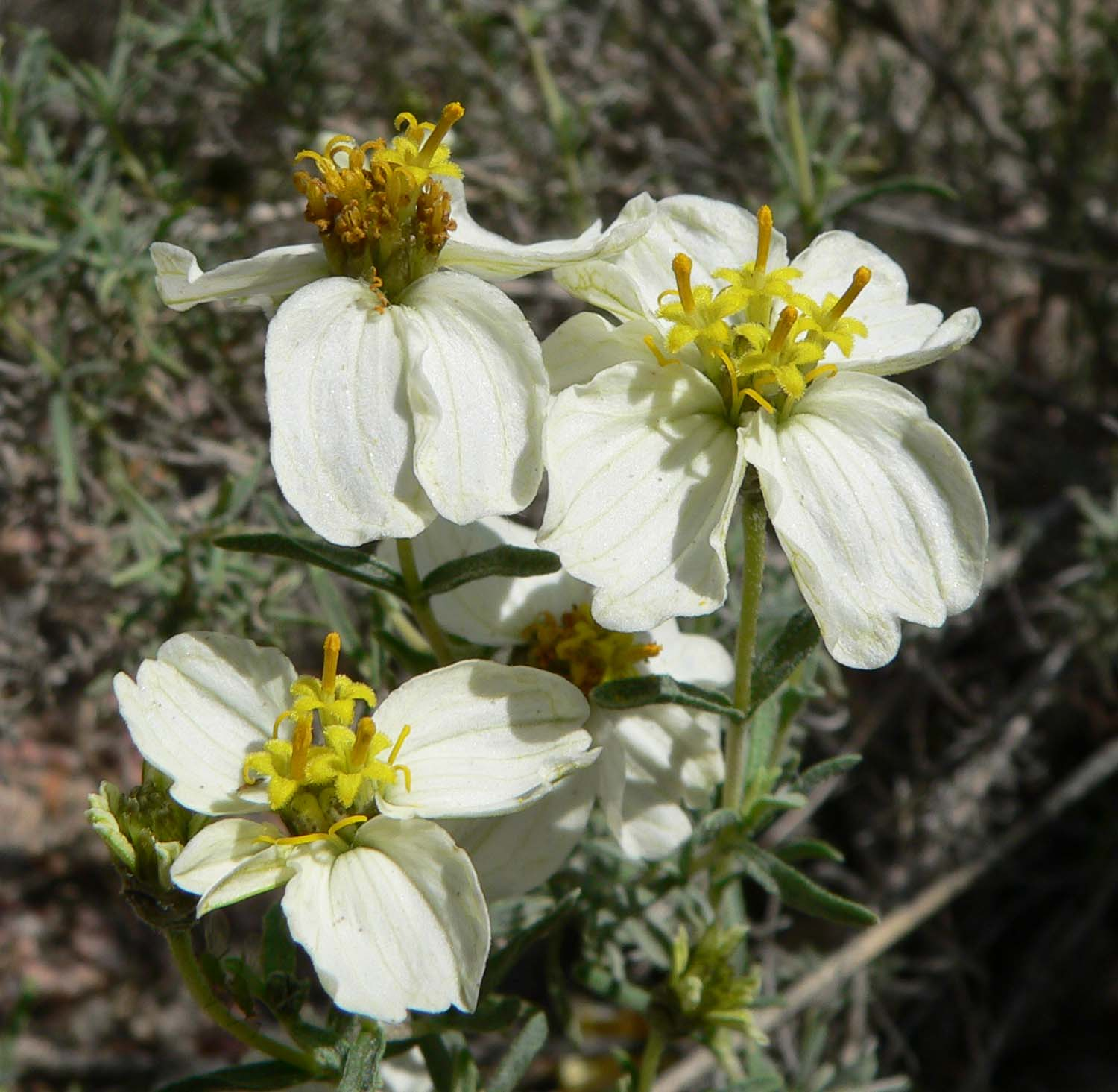
Zinnia acerosa
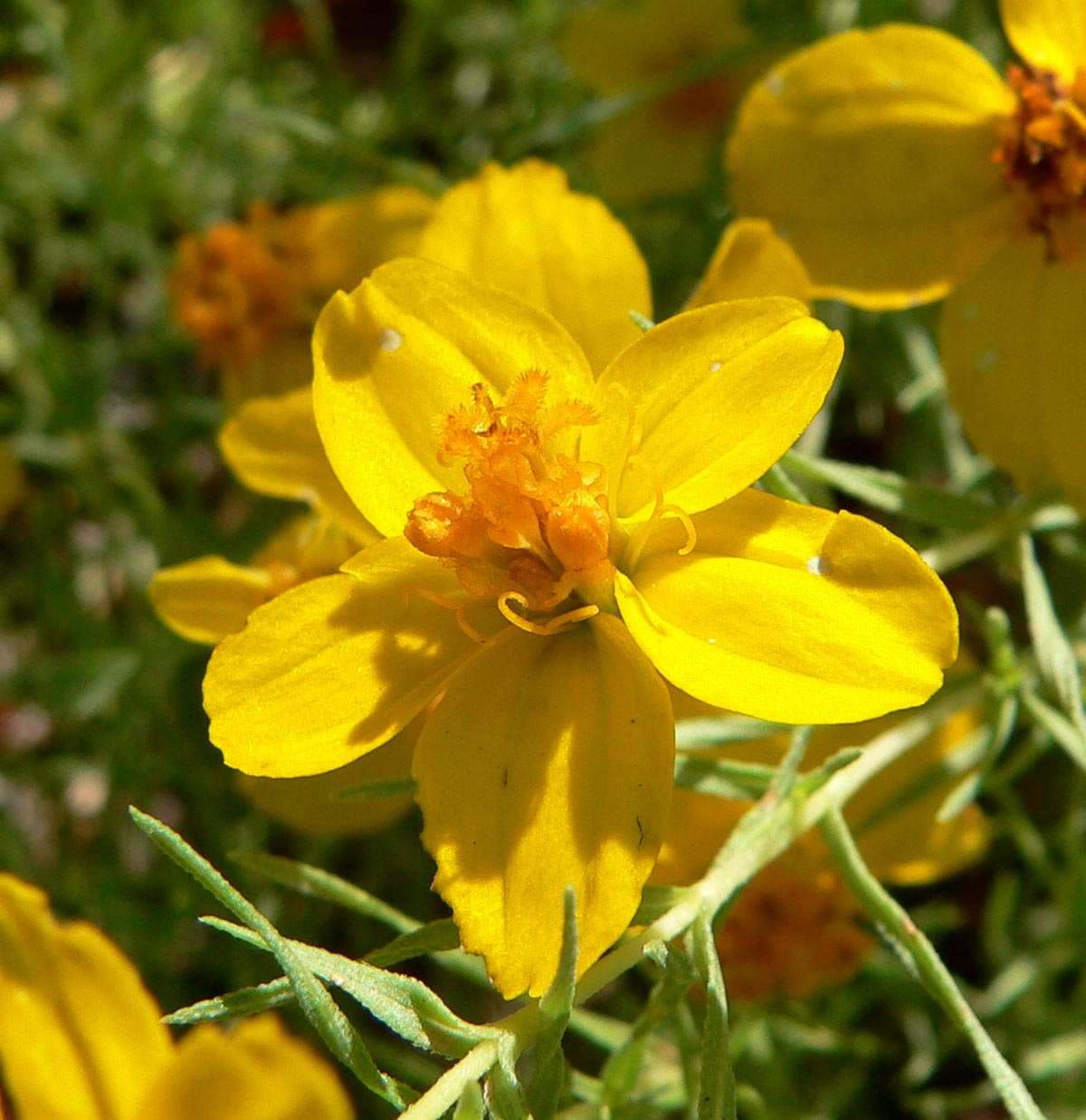
Zinnia grandiflora
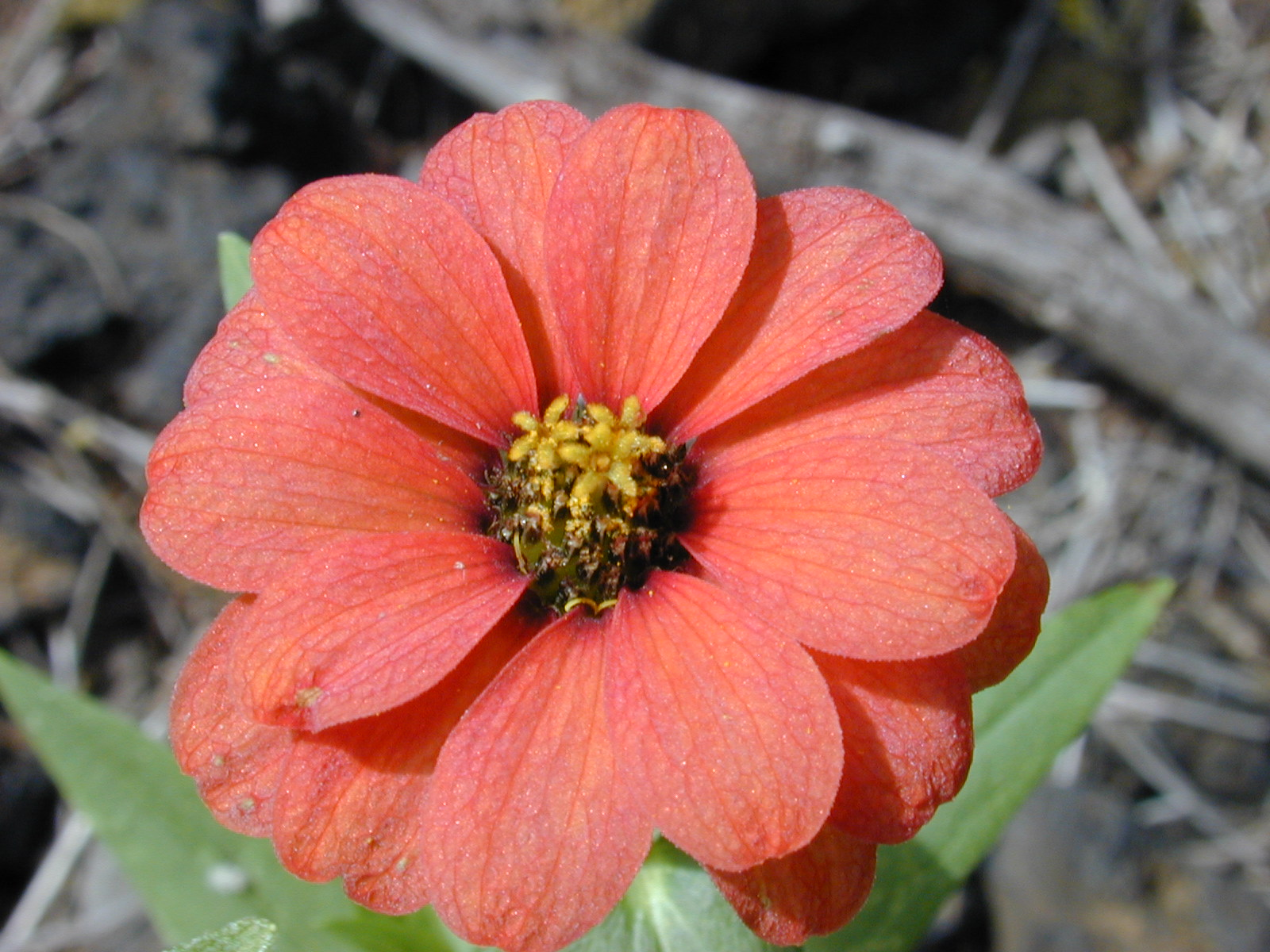
Zinnia peruviana

## Usi
Si utilizzano nei giardini per aiuole e bordure o in vaso sui terrazzi. Grazie alla lunga durata dei capolini viene coltivata industrialmente per la produzione del fiore reciso

## Coltivazione
Piante resistenti e rustiche richiedono esposizione soleggiata, clima mite, terreno soffice anche asciutto
Tra le specie coltivate si ricordano:
- Zinnia acerosa, originaria del Messico e del Sud-ovest degli USA, pianta perenne, alta fino a 60 cm, con fiori bianchi simili a margherite
- Zinnia angustifolia, originaria del Messico, pianta annuale alta fino a 45 cm, con foglie lanceolate.
- Zinnia haageana, originaria del Messico, che ha dato origine a numerose coltivazioni, a forma nana o gigante, con fiori doppi di varie dimensioni e dai colori brillanti, nelle varie tonalità di giallo, rosa e rosso
- Zinnia linearis, con piccole corolle di colore giallo-arancione brillante e con ricche fioriture estive

Si moltiplicano in primavera con la semina, nelle zone a clima freddo sotto vetro trapiantandole a dimora cessato il periodo delle gelate

## Curiosità
La zinnia è stata la prima pianta a fiorire sulla Stazione spaziale internazionale il 15 gennaio 2016..